# Leechburg (Pennsylvanie)
Leechburg est un borough situé dans le comté d'Armstrong, en Pennsylvanie, aux États-Unis,. En 2010, il comptait une population de 2 156 habitants. Il est incorporé le 22 mars 1850.

## Démographie
Lors du recensement de 2010, le borough comptait une population de 2 156 habitants. Elle est estimée, le 1er juillet 2019, à 2 084 habitants.

## Personnalité
- John W. Goodsell (1873-149), médecin et explorateur , y est né.